# 52267 Rotarytorino
52267 Rotarytorino este o planetă minoră (asteroid), cu un diametru de 3,529 km, din centura de asteroizi. A fost descoperită pe 4 martie 1986 la Observatorul La Silla de Walter Ferreri⁠(d). 
Obiectul prezintă o orbită caracterizată de o semiaxă mare de 2,6715532758831 UAi, o excentricitate de 0,16, o înclinație de 3 ° în raport cu ecliptica.